# صلاح الدين قادر تشودري
صلاح الدين قادر تشودري (بالإنجليزية: Salahuddin Quader Chowdhury)‏ (بالبنغالية: সালাউদ্দিন কাদের চৌধুরী)‏ (مواليد 13 مارس 1949 في شيتاغونغ - 22 نوفمبر 2015)، هو سياسي بنغالي انتُخب للبرلمان البنغالي ست مرات، وكان من كبار مُستشاري زعيمة المعارضة خالدة ضياء. وهو مُدان بجرائم حرب جراء ارتكاب جريمة الإبادة الجماعية أثناء حرب تحرير بنغلاديش عام 1971 والتي انفصلت بعدها بنغلاديش عن باكستان. ونُفذ فيه حكم الإعدام شنقاً في 22 نوفمبر 2015.